# Lord Leopold Mountbatten
Lordul Leopold Mountbatten (Leopold Arthur Louis; 21 mai 1889 – 23 aprilie 1922) a fost descendent al familiei Battenberg și membru al familiei regale britanice, nepot al reginei Victoria a Regatului Unit. De la naștere până în 1917 a fost cunoscut sub numele Prințul Leopold de Battenberg; în 1917 când familia regală a schimbat denumirea Casei regale din Saxa-Coburg și Gotha în Casa de Windsor familia Battenberg și-a schimbat denumirea germană în cea de Mountbatten.